# Astikos Kodikas
Der Astikos Kodikas (griechisch Αστικός Κώδικας), auch Astikos Kodix (griechisch Αστικός Κώδιξ), ist das Zivilgesetzbuch Griechenlands.

## Geschichte
Der Astikos Kodikas wurde 1940 verkündet und trat wegen der Wirren des Zweiten Weltkriegs erst am 23. Februar 1946 in Kraft.
Bis dahin galt in Griechenland im Wesentlichen das in Form des sechsbändigen Exavivlos (Hexabiblos) zusammengefasste römisch-byzantinische Recht. Es war 1835 durch königliche Verordnung als erstes Zivilgesetzbuch des modernen griechischen Staates übernommen worden. Jedoch galten bis zum Inkrafttreten des Astikos Kodix auf den Ionischen Inseln seit 1841 das Ionische ZGB, auf Samos seit 199 das Samische ZGB, auf Kreta seit 1904 das Kretische ZGB.
Der Astikos Kodikas lehnt sich sowohl in seiner Gliederung in 5 Bücher als auch in vielen Detailfragen an das deutsche BGB an. Dies geht auf den Einfluss deutscher Professoren unter Otto I. zurück, die an der Universität Athen Pandektenrecht lasen (u. a. Georg Ludwig von Maurer). Daneben wurde es auch durch das schweizerische Zivilgesetzbuch beeinflusst.